# 全日本中学生都道府県対抗11人制ホッケー選手権大会
全日本中学生都道府県対抗11人制ホッケー選手権大会（ぜんにほんちゅうがくせいとどうふけんたいこう11にんせいホッケーせんしゅけんたいかい）は、2000年から実施されている中学生のホッケーの全国大会。

## 概略
1971年から開催されている全日本中学生ホッケー選手権大会では、第1回～8回、第12回～第19回大会は11人制ホッケーが開催されていたが、第20回大会から11人制を6人制が継承したため、一時中学校では11人制ホッケーは行われなくなった。
10年後の2000年に標記の大会が新しく設立され、京都府瑞穂町（現・京丹波町）にて第1回大会が開催される。中学校対抗の全日本中学生ホッケー選手権大会とは異なり、各都道府県対抗での全国大会である。
第1回大会はリーグ戦による順位決定だが、第2回大会よりトーナメント方式となる。第2回大会～第5回は岐阜県各務原市開催、第6回大会からは福井県越前町での開催となっている。現在、最多優勝チームは、男子は島根県の3回、女子は岐阜県（蘇原中単独も含む）の3回。また滋賀県が現在三連覇中（第6回～第8回）である。